# Аткинсон (Илиноис)
Аткинсон (енгл. Atkinson) град је у америчкој савезној држави Илиноис. По попису становништва из 2010. у њему је живело 972 становника.

## Демографија
Према попису становништва из 2010. у граду је живело 972 становника, што је 29 (2,9%) становника мање него 2000. године.
| Група             | 2000.       | 2010.       |
| Белци             | 978 (97,7%) | 950 (97,7%) |
| Афроамериканци    | 4 (0,4%)    | 0 (0,0%)    |
| Азијати           | 1 (0,1%)    | 1 (0,1%)    |
| Хиспаноамериканци | 12 (1,2%)   | 19 (2,0%)   |
| Укупно            | 1.001       | 972         |